# رنگ انار
رنگ انار (به ارمنی: Նռան գույնը) (به روسی: Цвет граната) فیلمی محصول سال ۱۹۶۸ به کارگردانی سرگئی پاراجانف، کارگردانی ارمنی‌تبار اهل اتحاد جماهیر شوروی است. پاراجانف این فیلم را رشته نگاره‌هایی از نگارگری ایرانی توصیف کرده‌است.

## داستان فیلم
رنگ انار، زندگی‌نامه عاشوق ارمنی، سایات‌نووا (پادشاه نوا) است که بیشتر با دیدی شاعرانه و بصری به نمایش زندگی این شاعر می‌پردازد تا با دید ادبی. این فیلم در فصل‌های، دوران کودکی و نوجوانی، دربار شاهزاده (شکست در عشق)، ورود به صومعه، رؤیاها، کهن‌سالی، فرشته مرگ و در نهایت مرگ شاعر را به نمایش می‌گذارد. همه این موارد با تصاویر ارائه شده از سوی پاراجانف و اشعار سایات‌نووا، قالب بندی شده‌است. بازیگر زن سوفیکو چیائوریلی به ویژه شش نقش را هم در نقش زن و هم در نقش مرد، بازی می‌کند.
رنگ انار آمیزه‌ای است از نمادهای انجیلی، تصویرپردازی مذهبی و معماری و هنر بومی ارمنستان. سبک پاراجانف در این فیلم بسیار فراتر می‌رود و فیلم را تبدیل به نوعی رقص نمایش می‌کند.

## بازیگران
- سوفیکو چیائوریلی
- ملکون آلکسانیان
- ویلن گالستیان
- گیورگی گگچکوری
- اسپارتاک باگاشویلی
- مدی دچاپارازده
- اونیک میناسیان

## جای‌ها
فیلم در تعدادی از اماکن تاریخی ارمنستان فیلمبرداری شده‌است از جمله در صومعه ساناهین، صومعه هاقپات، کلیسای سنت جان آردوی، و صومعه آختالا. لوکیش‌های گرجستان عبارتنداز: صومعه آلاوردی، ییلاق حومه مجموعه صومعه‌های داویت گاریجا و در نزدیکی تلاوی. لوکیشن‌های جمهوری آذربایجان شامل ایچری‌شهر و قلعه نارداران

## اکران
برای اینکه فیلم در دیگر مناطق اتحاد شوروی غیر از ارمنستان پخش شود، پنج دقیقه از این فیلم به خاطر مسائل مذهبی حذف شد. به این فیلم مجوز پخش در خارج از اتحاد جماهیر شوروی داده نشد و انتشار آن در اتحاد جماهیر شوروی هم پس از دو ماه متوقف شد.

## افتخارات
این فیلم در فهرست «ده فیلم برتر» کایه دو سینما سال ۱۹۸۲ و همچنین در فهرست «۱۰۰ فیلم برتر تایم اوت» گنجانده شده‌است.